# Lipotriches fruhstorferi
Lipotriches fruhstorferi là một loài Hymenoptera trong họ Halictidae. Loài này được Pérez mô tả khoa học năm 1905.